# Thyroptera lavali
Thyroptera lavali är en fladdermus i familjen sugskålsvingade fladdermöss som förekommer i Sydamerika. Fram till 2004 var bara tio exemplar registrerade.
Arten är jämförd med andra släktmedlemmar större och kraftigare. Den har dessutom kortare päls. Individerna blir med svans 74 till 87 mm långa, svanslängden är 23 till 31 mm, bakfötterna är 4 till 7 mm långa och öronen är 8 till 12 mm stora. Skivan (sugskålen) på tummen har en oval form. På undersidan är håren uppdelad i två olika färgområden.
Denna fladdermus är känd från Ecuador, norra Brasilien, Peru och Venezuela. Kanske lever den även i Colombia. Individerna vistas i kulliga områden mellan 110 och 700 meter över havet. Thyroptera lavali dokumenterades i skogar med några buskar som undervegetation. Den hittades i några fall nära vattendrag. Vid ett tillfälle fanns en våtmark med palmer av släktet Mauritia i närheten.
Arten jagar flygande insekter. Landskapsförändringar kan påverka beståndet regionalt. IUCN listar Thyroptera lavali med kunskapsbrist (DD).